# Gressy (Francja)
Gressy – miejscowość i gmina we Francji, w regionie Île-de-France, w departamencie Sekwana i Marna.
Według danych na rok 1990 gminę zamieszkiwało 868 osób, a gęstość zaludnienia wynosiła 260 osób/km² (wśród 1287 gmin regionu Île-de-France Gressy plasuje się na 662. miejscu pod względem liczby ludności, natomiast pod względem powierzchni na miejscu 798.).